# Matthias Kannengießer
Matthias Kannengießer (* 1968) ist ein deutscher Jurist und Richter am Landgericht Hannover. Seit 2014 ist er der Präsident der Landessynode der Evangelisch-lutherischen Landeskirche Hannovers und seit 2021 Präsident der Generalsynode der Vereinigten Evangelisch-Lutherischen Kirche Deutschlands.

## Leben
Kannengießer studierte von 1990 bis 1999 Rechtswissenschaft in Konstanz und Ferrara und promovierte als wissenschaftlicher Mitarbeiter am Lehrstuhl von Rainer Hausmann, Lehrstuhl für Bürgerliches Recht, Internationales Privatrecht, internationales Verfahrensrecht, Rechtsvergleichung und europäisches Privatrecht an der Universität Konstanz. Im Jahr 2000 erwarb er die Befähigung für das Richteramt und ist seit 2005 am Landgericht Hannover tätig. Er übte dort u. a. Tätigkeiten in der Gerichtsverwaltung aus sowie als Vorsitzender Richter von Zivilkammern (u. a. der für alle Kartellverfahren in Niedersachsen zuständigen 18. Zivilkammer.) und Kammern für Handelssachen, seit 2021 der 6. Kammer für Handelssachen und der 73. Zivilkammer. Er war Lehrbeauftragter für Wirtschaftsrecht (BGB) an der Hochschule Hannover.

## Aufgaben und Ämter in der Evangelischen Kirche
Er ist Mitglied im Kirchenvorstand der Evangelisch-lutherischen Friedenskirche in Hannover. 2014 wurde er zum Präsidenten der Landessynode der Evangelisch-lutherischen Landeskirche Hannovers gewählt, im November 2016 im Amt bestätigt und am 20. Februar 2020 einstimmig wiedergewählt. Er gehört der Synodalgruppe "Lebendige Volkskirche" an. Er war Vorsitzender des Verfassungsausschusses, der sich mit der Überarbeitung der bisherigen bzw. dem Entwurf einer neuen Verfassung der Landeskirche befasste. Ein Bestandteil des Prozesses war ein umfassendes, internetbasiertes Beteiligungsverfahren. Die neue Verfassung wurde am 16. Mai 2019 durch die Landessynode einstimmig verabschiedet.
Matthias Kannengießer war als Präsident der Landesynode Mitglied des Kirchensenats der Landeskirche Hannovers bis zu dessen Auflösung und ist als Mitglied der Landessynode Mitglied des Stadtkirchentages Hannover.
Er war Mitglied der 12. EKD-Synode. und Mitglied des Zukunftsausschusses der 12. EKD-Synode und ist Mitglied der 13. EKD-Synode. Er war Mitglied und Vorsitzender des Berichtsausschusses der 12. Generalsynode der VELKD und ist Mitglied der 13. Generalsynode der VELKD. 
Er wurde im Mai 2021 zum Präsidenten der 13. Generalsynode der Generalsynode der VELKD gewählt.

## Schriften
Die Aufrechnung im internationalen Privat- und Verfahrensrecht: mit vergleichender Darstellung ausgewählter europäischer Aufrechnungsrechte, Tübingen: Mohr Siebeck, 1998 (Studien zum ausländischen und internationalen Privatrecht; Bd. 63)